# Sowchosnoje (Kaliningrad, Tschernjachowsk)
Sochowsnoje (russisch Совхозное, deutsch Sterkeninken, 1938–1945 Starkenicken, litauisch Sterkininkai) ist ein Ort in der russischen Oblast Kaliningrad. Er gehört zur kommunalen Selbstverwaltungseinheit Stadtkreis Tschernjachowsk im Rajon Tschernjachowsk.

## Geographische Lage
Sowchosnoje liegt neun Kilometer nordwestlich des Rajonzentrums Tschernjachowsk (Insterburg) an der Kommunalstraße 27K-060 von Dowatorowka (Zwion) nach Kamenskoje (Saalau). Eine Bahnanbindung besteht nicht.

## Geschichte
Das im Jahre 1422 als Albrechtstal gegründete und später Sterkeninken genannte Dorf war von 1874 bis 1945 in den Amtsbezirk Alischken (ab 1930: „Amtsbezirk Walddorf“, russisch: Karpowo, nicht mehr existent) eingegliedert und gehörte zum Landkreis Insterburg im Regierungsbezirk Gumbinnen der preußischen Provinz Ostpreußen. Mit dem Ortsteil Lindenhof (heute nicht mehr existent) waren in Sterkinken im Jahre 1910 insgesamt 358 Einwohner registriert. Ihre Zahl betrug 1933 noch 331 und belief sich 1939 auf 302. Am 3. Juni 1938 (mit offizieller Bestätigung vom 16. Juli 1938) wurde Sterkeninken aus politisch-ideologischen Gründen in „Starkenicken“ umbenannt. 
In Folge des Zweiten Weltkrieges kam der Ort 1945 mit dem nördlichen Ostpreußen zur Sowjetunion. 1947 erhielt er die russische Bezeichnung „Sowchosnoje“ und wurde gleichzeitig dem Dorfsowjet Gremjatschski selski Sowet im Rajon Tschernjachowsk zugeordnet. Seit 1954 gehörte Sowchosnoje zum Majowski selski Sowet. 1997 kam der Ort zum Dorfbezirk Kamenski selski okrug. Von 2008 bis 2015 gehörte Sowchosnoje zur Landgemeinde Kamenskoje selskoje posselenije und seither zum Stadtkreis Tschernjachowsk.

## Kirche
Die Bevölkerung von Lindenhof und Sterkeninken resp. Starkenicken war bis 1945 überwiegend evangelischer Konfession und in das Kirchspiel der Kirche Georgenburg (heute russisch: Majowka) eingepfarrt. Es war Teil des Kirchenkreises Insterburg in der Kirchenprovinz Ostpreußen der Kirche der Altpreußischen Union. Heute liegt Sowchosnoje im Einzugsbereich der in den 1990er Jahren neu gegründeten evangelisch-lutherischen Gemeinde Tschernjachowsk (Insterburg), die zugleich Pfarrgemeinde der Kirchenregion Tschernjachowsk ist und zur Propstei Kaliningrad der Evangelisch-lutherischen Kirche Europäisches Russland gehört.